# Бревјер
Бревјер (фр. Brévière) насеље је и општина у северној Француској у региону Доња Нормандија, у департману Калвадос која припада префектури Лисје.
По подацима из 2011. године у општини је живело 122 становника, а густина насељености је износила 34,56 становника/km². Општина се простире на површини од 3,53 km². Налази се на средњој надморској висини од 90 метара (максималној 182 m, а минималној 69 m).

## Демографија
| 1962. | 1968. | 1975. | 1982. | 1990. | 1999. | 2011. |
| ----- | ----- | ----- | ----- | ----- | ----- | ----- |
| 88    | 100   | 77    | 103   | 120   | 128   | 122   |

График промене броја становника у току последњих година